# دانيال فريري
دانيال فريري (بالإسبانية: Daniel Freire)‏ هو ممثل أرجنتيني، ولد في 29 ديسمبر 1961 ببوينس آيرس في الأرجنتين.

## وصلات خارجية
- دانيال فريري على موقع IMDb (الإنجليزية)
- دانيال فريري على موقع ألو سيني (الفرنسية)
- دانيال فريري على موقع أول موفي (الإنجليزية)
- دانيال فريري على موقع قاعدة بيانات الأفلام السويدية (السويدية)
- دانيال فريري على موقع قاعدة بيانات الفيلم (الإنجليزية)
- دانيال فريري على موقع كينوبويسك (الروسية)